# 玉柏駅
玉柏駅（たまがしえき）は、岡山県岡山市北区玉柏にある、西日本旅客鉄道（JR西日本）津山線の駅である。

## 歴史
- 1898年（明治31年）12月21日：中国鉄道本線（現・津山線）開業と同時に開設[1]。
- 1944年（昭和19年）6月1日：中国鉄道の鉄道部門が国有化され、国有鉄道津山線の駅となる[1]。
- 1962年（昭和37年）3月1日：貨物取扱廃止[1]。
- 1971年（昭和46年）11月15日：荷物扱い廃止[2]。無人駅化[3]。
- 1987年（昭和62年）4月1日：国鉄分割民営化により、西日本旅客鉄道の駅となる[1]。

## 駅構造

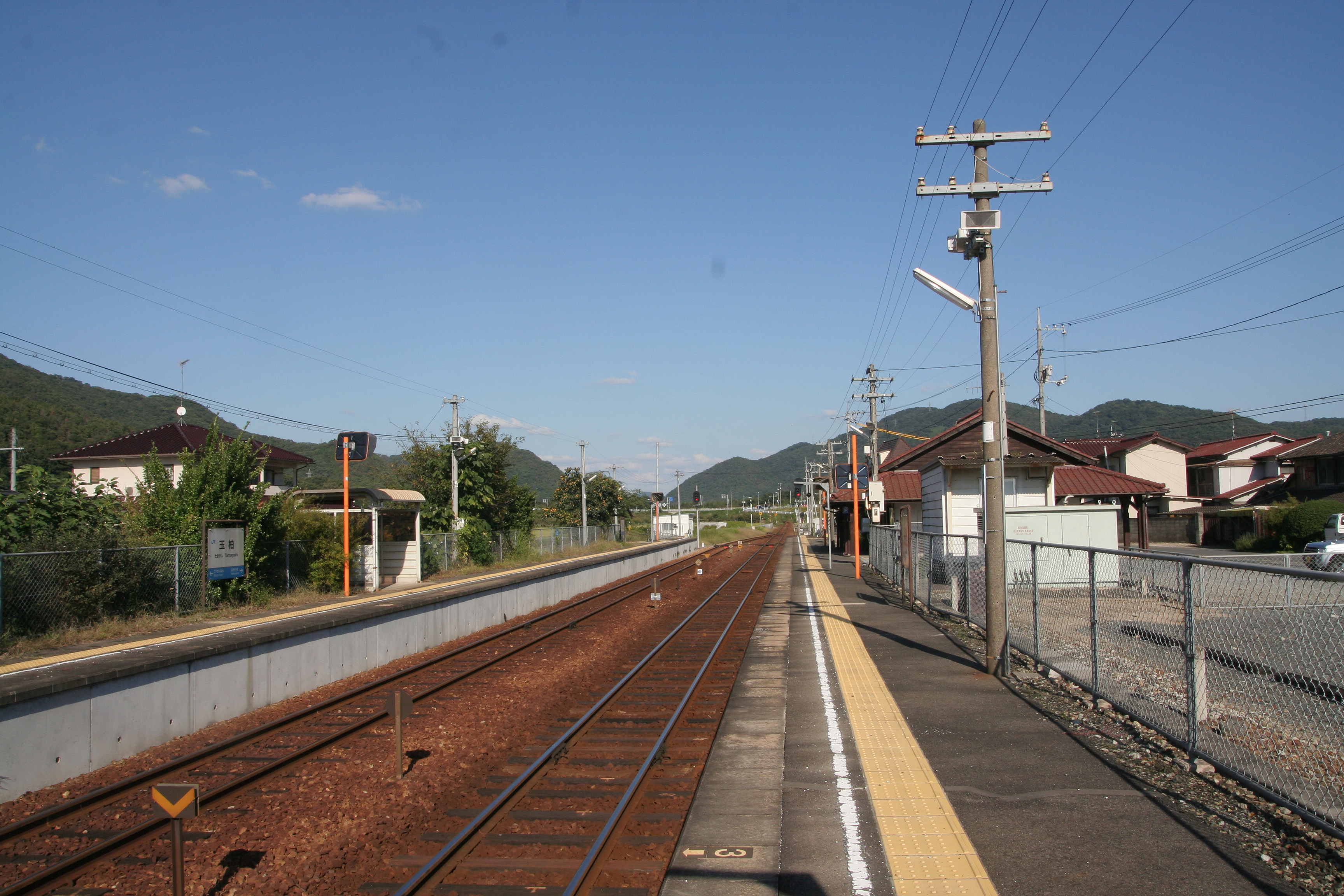
構内（2009年10月）

相対式ホーム2面2線を有し、交換設備を有する地上駅。国鉄末期に棒線化されたが、津山線高速化事業により1線スルー（駅舎のある上り側2番線が上下本線、反対の下り側1番線が上下副本線）の交換駅として交換設備が復活した。互いのホームは構内踏切で連絡している（2019年度に新型へ更新）。標準メロディの接近放送も導入されている。
岡山駅管理の無人駅。木造駅舎を有する。しかし駅事務室部分が取り壊され、待合室のみのおおよそ半分の大きさに改築されている。駅舎と反対側のホームには待合室がある。
2018年の西日本豪雨後の部分復旧では、この駅が岡山側の折返し地点として使われた。

### のりば
| のりば | 路線   | 方向 | 行先           |
| ------ | ------ | ---- | -------------- |
| 1・2   | 津山線 | 上り | 福渡・津山方面 |
| 1・2   | 津山線 | 下り | 岡山行き       |

付記事項
- 全通過列車と、交換の無い停車列車は、上下線問わず2番のりばに発着あるいは通過する。
- 反対方向からの通過列車と交換を行う停車列車は、上下線問わず1番のりばに発着する。
- 停車列車同士の行違いの場合は、津山方面行（上り）が1番のりば、岡山行（下り）が2番のりばに入る。

## 利用状況
1日の平均乗車人員は以下の通り。
| 乗車人員推移 | 乗車人員推移 |
| 年度         | 1日平均人数  |
| ------------ | ------------ |
| 1999         | 126          |
| 2000         | 119          |
| 2001         | 103          |
| 2002         | 98           |
| 2003         | 102          |
| 2004         | 98           |
| 2005         | 100          |
| 2006         | 97           |
| 2007         | 96           |
| 2008         | 96           |
| 2009         | 93           |
| 2010         | 97           |
| 2011         | 92           |
| 2012         | 92           |
| 2013         | 89           |
| 2014         | 81           |
| 2015         | 81           |
| 2016         | 84           |
| 2017         | 86           |
| 2018         | 94           |
| 2019         | 98           |
| 2020         | 86           |
| 2021         | 74           |

## 駅周辺
周辺はやや大きな集落である。
- 旭川
- 岡山県道27号岡山吉井線
- 岡山県道218号玉柏野々口線
- 岡山刑務所
- 岡山県警察学校
- 梶原乳業
- 宇野バス「玉柏」停留所、「大原橋」停留所 - 表町BCや山陽団地方面などへ向かうバスを運行。

## 隣の駅
西日本旅客鉄道（JR西日本）
 津山線
■快速「ことぶき」
通過
■普通（津山駅 - 福渡駅間で快速となる「ことぶき」下り1本含む）
牧山駅 - 玉柏駅 - 備前原駅